# Campylocera rodhaini
Campylocera rodhaini är en tvåvingeart som beskrevs av Vanschuytbroeck 1963. Campylocera rodhaini ingår i släktet Campylocera och familjen Pyrgotidae.
Artens utbredningsområde är Kongo. Inga underarter finns listade i Catalogue of Life.